# Daniel Woodgate
Daniel Mark "Dan" Woodgate, soprannominato Woody (Londra, 19 ottobre 1960), è un batterista britannico, membro del gruppo 2 tone ska Madness.